# Reprezentacja Związku Radzieckiego w rugby union mężczyzn
Reprezentacja ZSRR w rugby (ros. Сборная СССР по регби) – nieistniejąca drużyna rugby union reprezentująca Związek Radziecki, która w latach 80. XX wieku była główną siłą na kontynencie. W 1987 zespół nie startował w Pucharze Świata, a parę lat później zrezygnował z eliminacji do Pucharu Świata w 1991. W 1992 reprezentacja została przemieniona na drużynę Wspólnoty Niepodległych Państw.